# Campeonato Pan-Americano de Handebol Masculino de 2008
O Campeonato Pan-Americano de Handebol Masculino de 2008 foi a 13ª edição do principal torneio de handebol entre as seleções das Américas do Norte, Centro, Sul e do Caribe. Ocorreu entre 24 e 29 de junho em São Carlos, estado de São Paulo, Brasil. Além do título continental, a competição serviu como qualificatória para o Campeonato Mundial de 2009, que foi disputado na Croácia.
Oito países se qualificaram para o torneio, porém a seleção da República Dominicana decidiu não participar do torneio dias antes de seu início, deixando vaga a sua posição no grupo.

## Primeira fase
|  | Time avançou para a Semi final      |
|  | Time irá jogar Jogos de localização |

Todos os jogos estão no (UTC-3)

### Group A
| Time       | Jogos | V | E | D | GP | GC | SG  | Pontos |
| ---------- | ----- | - | - | - | -- | -- | --- | ------ |
| Argentina  | 3     | 3 | 0 | 0 | 93 | 62 | +31 | 6      |
| Chile      | 3     | 2 | 0 | 1 | 84 | 87 | -3  | 4      |
| Groelândia | 3     | 0 | 1 | 2 | 70 | 82 | -12 | 1      |
| Canadá     | 3     | 0 | 1 | 2 | 58 | 74 | -16 | 1      |

| 24 de junho |         |            |
| Groelândia  | 20 - 20 | Canadá     |
| Argentina   | 36 - 25 | Chile      |
| 25 de junho |         |            |
| Groelândia  | 28 - 31 | Chile      |
| Argentina   | 26 - 15 | Canadá     |
| 26 de junho |         |            |
| Chile       | 28 - 23 | Canadá     |
| Argentina   | 31 - 22 | Groelândia |

### Group B
| Time    | Jogos | V | E | D | GP | GC | SG  | Pontos |
| ------- | ----- | - | - | - | -- | -- | --- | ------ |
| Brasil  | 2     | 2 | 0 | 0 | 71 | 34 | +37 | 4      |
| Cuba    | 2     | 1 | 0 | 1 | 49 | 57 | -8  | 2      |
| Uruguai | 2     | 0 | 0 | 2 | 37 | 66 | -29 | 0      |

| 24 de junho |         |         |
| Brasil      | 38 – 13 | Uruguai |
| 25 de junho |         |         |
| Uruguai     | 24 – 28 | Cuba    |
| 26 de junho |         |         |
| Brasil      | 33 – 21 | Cuba    |

## Jogos de posicionamento

### 5º-7º lugar
|  | 5º-7º lugar         | 5º-7º lugar |    |  | 5º/6º lugar         | 5º/6º lugar |  |
|  |                     |             |    |  |                     |             |  |
|  |                     |             |    |  |                     |             |  |
|  | Groelândia          |             |    |  |                     |             |  |
|  |                     |             |    |  |                     |             |  |
|  |                     |             |    |  |                     |             |  |
|  |                     |             |    |  | 28 de junho de 2008 |             |  |
|  |                     |             |    |  | Groelândia          | 28          |  |
|  |                     | Uruguai     | 21 |  |                     |             |  |
|  |                     |             |    |  |                     |             |  |
|  |                     |             |    |  |                     |             |  |
|  |                     |             |    |  |                     |             |  |
|  | 27 de junho de 2008 |             |    |  |                     |             |  |
|  | Canadá              | 21          |    |  |                     |             |  |
|  | Uruguai             | 23          |    |  |                     |             |  |

## Semi final

### 1º-4º lugar
|  | Semi Final          | Semi Final          |    |                     | Final               | Final |  |
|  |                     |                     |    |                     |                     |       |  |
|  | 27 de junho de 2008 |                     |    |                     |                     |       |  |
|  | Argentina           | 33                  |    |                     |                     |       |  |
|  | Cuba                | 32                  |    |                     |                     |       |  |
|  |                     |                     |    |                     |                     |       |  |
|  |                     |                     |    |                     | 28 de junho de 2008 |       |  |
|  |                     |                     |    |                     | Argentina           | 24    |  |
|  |                     | Brasil              | 27 |                     |                     |       |  |
|  |                     |                     |    |                     |                     |       |  |
|  |                     |                     |    |                     |                     |       |  |
|  |                     |                     |    |                     | 3º/4º lugar         |       |  |
|  | 27 de junho de 2008 | 27 de junho de 2008 |    | 28 de junho de 2008 | 28 de junho de 2008 |       |  |
|  | Brasil              | 26                  |    | Cuba                | 37                  |       |  |
|  | Chile               | 22                  |    |                     | Chile               | 30    |  |

## Ranking final
|   | Brasil     |
|   | Argentina  |
|   | Cuba       |
| 4 | Chile      |
| 5 | Groelândia |
| 6 | Uruguai    |
| 7 | Canadá     |

|  | Time qualificado para o Campeonato mundial de 2009 |

| Campeão Pan-Americano de 2008 Brasil Segundo título |

## Artilheiros
| Posição | Nome              | Time       | Gols |
| ------- | ----------------- | ---------- | ---- |
| 1       | Emil Feuchtmann   | Chile      | 34   |
| 2       | Francisco Chacana | Chile      | 27   |
| 2       | Minik Dahi Hoegh  | Groelândia | 27   |
| 4       | Andrés Kogovsek   | Argentina  | 25   |
| 5       | Frankis Carol     | Cuba       | 24   |